# Vilopotential

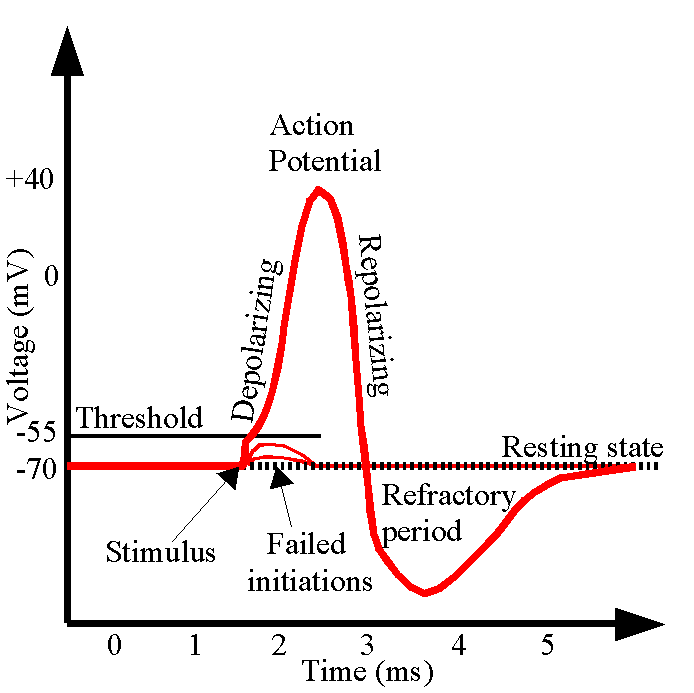
Cellpotential på en viss plats längs nervtråden som funktion av tid

Vilopotential eller vilomembranpotential, är skillnaden i elektrisk laddning som normalt finns mellan cellens inre och omgivningen när den är i vila, det vill säga när den inte är exciterad. Spänningen kan variera mellan olika celltyper, men hos en nervcell brukar den stabila membranpotentialen vara -70 till -80 mV hos människan. 
Den intracellulära vätskan (ICV) är negativt laddad, -70 mV, jämfört med extracellulära vätskan (ECV) som är satt till 10 mV. Detta beror på att mängden av olika joner skiljer sig åt i de två vätskorna, samt att proteinerna i ICV bidrar till den negativa laddningen inuti cellen. ICV innehåller mycket fler kaliumjoner och ECV innehåller mer natriumjoner och kalciumjoner än vad som finns inne i cellen.  
Det som gör så att spänningen upprätthålls över de två membranen är att (1) kalium har en högre membranpolaritet än de andra jonerna vilket gör att de kan diffundera ut ur cellen. (2) Na+/K+-ATPase  hjälper till att pumpa ut tre natrium från ICV till ECV och in två kalium i ICV från ECV. Detta skapar en negativ laddning innanför cellmembranet och då även en positiv laddning på utsidan. Det är detta tillstånd som kallas vilomembranpotential. Det upprätthålls så länge det inte finns något stimulus som cellen svarar på. 

### [2]Referenser
1. ↑  ”vilopotential”. NE. NE. http://www.ne.se/lang/vilopotential. Läst 6 september 2012.
2. ↑  ”wikipedia”. https://en.wikipedia.org/wiki/Resting_potential. Läst 19 augusti 2017.

http://lp.medfak.umu.se/pluginfile.php/15501/mod_resource/content/2/M%C3%A5lbeskrivning%20OSoF%202016-08-31.pdf